# Larry King Live
Larry King Live fue un programa de televisión del formato talk show, presentado por Larry King y transmitido por CNN entre 1985 y 2010. Fue el programa más visto y el de mayor duración de CNN, con cerca de un millón de espectadores cada noche.
Principalmente transmitido desde los estudios de CNN en Los Ángeles, el programa era a veces transmitido desde los estudios de la cadena en Nueva York o Washington D. C., donde King ganó relevancia nacional durante sus años como entrevistador de radio para la Mutual Broadcasting System. Cada noche, King se entrevistó con uno o más personajes destacados, generalmente celebridades, políticos y empresarios.
El programa de una hora de duración fue transmitido tres veces al día en algunas zonas, y tenía alcance global a través de CNN International.
El 29 de junio de 2010, King anunció que el programa podría estar llegando a su fin. La «edición final» del programa se emitió el 16 de diciembre de ese año, aunque un nuevo episodio sobre la guerra contra el cáncer fue emitido dos días después, el 18 de diciembre. Larry King Live fue reemplazado por Piers Morgan Tonight, un talk show conducido por el periodista británico Piers Morgan, que comenzó a emitirse el 17 de enero de 2011.

## Formato

### Estilo de entrevista
Larry King es conocido por su estilo de entrevista relajado y fácil de seguir, lo que le ha permitido entrevistar a una amplia gama de invitados, incluidos aquellos que normalmente evitarían los programas de entrevistas más duros. Aunque algunos críticos han acusado a King de hacer preguntas fáciles, él ha afirmado que trata de hacer las mejores preguntas que puede y siempre hace un seguimiento a las respuestas que recibe.
Una entrevista de 1996 en The Washington Post vio a King notar que a veces desliza preguntas difíciles entre softballs. King también ha hablado sobre su enfoque minimalista para la preparación de entrevistas, afirmando que prefiere no leer los libros de los autores que entrevista y que no se prepara demasiado para cada programa. En cambio, cree que la clave para una buena entrevista es hacer que el invitado hable sobre sí mismo y ponerse en segundo plano.
Aunque King ha sido criticado por algunos por su estilo de entrevista, su enfoque relajado y accesible ha sido muy popular entre los espectadores durante décadas. Además, su reputación como un entrevistador sincero y respetuoso ha ganado el respeto de muchos en la industria del periodismo, ha ganado el respeto de muchos en la industria del periodismo por su enfoque ético y profesional.